# Neotoxodora
Neotoxodora is een geslacht van zeekomkommers uit de familie Chiridotidae.

## Soorten
- Neotoxodora pacifica (Ohshima, 1915)